# Hydriomena popoa
Hydriomena popoa là một loài bướm đêm trong họ Geometridae.